# Туризм у Польщі
Польща є частиною світового туристичного ринку з постійно зростаючою кількістю відвідувачів. Туризм у Польщі сприяє загальній економіці країни. Найпопулярнішими містами є Краків, Варшава, Вроцлав, Гданськ, Познань, Щецин, Люблін, Торунь, Закопане, Соляна шахта в Величці та історична пам'ятка Аушвіц - Німецький нацистський концтабір в Освенцимі. Кращі місця відпочинку включають Мазурське поозер'я, узбережжя Балтійського моря, Татри (найвищий гірський масив Карпат), Судети і Біловезька пуща. Основні туристичні пропозиції Польщі складаються з огляду визначних пам'яток у межах міста та позаміських історичних пам'яток, ділових поїздок, кваліфікованого туризму, агротуризму, гірського пішохідного туризму та альпінізму.
| Кількість іноземних туристів за країною походження (2014) * | Кількість іноземних туристів за країною походження (2014) * | Кількість іноземних туристів за країною походження (2014) * | Кількість іноземних туристів за країною походження (2014) * | Кількість іноземних туристів за країною походження (2014) * |
| ----------------------------------------------------------- | ----------------------------------------------------------- | ----------------------------------------------------------- | ----------------------------------------------------------- | ----------------------------------------------------------- |
|                                                             |                                                             |                                                             |                                                             |                                                             |
| 1. Німеччина                                                | 1. Німеччина                                                |                                                             | 1,385,922                                                   | 1,385,922                                                   |
| 2. Велика Британія                                          | 2. Велика Британія                                          |                                                             | 367,346                                                     | 367,346                                                     |
| 3. Росія                                                    | 3. Росія                                                    |                                                             | 345,760                                                     | 345,760                                                     |
| 4. Україна                                                  | 4. Україна                                                  |                                                             | 274,476                                                     | 274,476                                                     |
| 5. США                                                      | 5. США                                                      |                                                             | 235,705                                                     | 235,705                                                     |
| 6. Білорусь                                                 | 6. Білорусь                                                 |                                                             | 225,503                                                     | 225,503                                                     |
| 7. Італія                                                   | 7. Італія                                                   |                                                             | 222,090                                                     | 222,090                                                     |
| 8. Франція                                                  | 8. Франція                                                  |                                                             | 208,810                                                     | 208,810                                                     |
| 9. Норвегія                                                 | 9. Норвегія                                                 |                                                             | 179,305                                                     | 179,305                                                     |
| 10. Іспанія                                                 | 10. Іспанія                                                 |                                                             | 176,094                                                     | 176,094                                                     |
| 11. Ізраїль                                                 | 11. Ізраїль                                                 |                                                             | 164,470                                                     | 164,470                                                     |
| 12. Швеція                                                  | 12. Швеція                                                  |                                                             | 143,750                                                     | 143,750                                                     |
| 13. Нідерланди                                              | 13. Нідерланди                                              |                                                             | 128,888                                                     | 128,888                                                     |
| 14. Литва                                                   | 14. Литва                                                   |                                                             | 121,091                                                     | 121,091                                                     |
| 15. Чехія                                                   | 15. Чехія                                                   |                                                             | 99,858                                                      | 99,858                                                      |
| * Кількість іноземних туристуів за країнами                 |                                                             |                                                             |                                                             |                                                             |

## Огляд
Польща, особливо після приєднання до Європейського Союзу в 2004 році, стала місцем, яке часто відвідують туристи. Більшість туристичних визначних пам'яток Польщі пов'язані з природним середовищем, історичними пам'ятками та культурними подіями. Вони приваблюють мільйони туристів щороку з усього світу. За даними Інституту туризму, у 2006 році Польщу відвідали 15,7 млн. туристів, а в 2007 році - 15 млн., від загальної кількості 66,2 млн. іноземних туристів. У 2012 році Польщу відвідали 13,5 млн. Іноземних туристів (ті, які приїхали на Чемпіонат Європи з футболу 2012, але не залишилися хочаб на ніч, не були включені в офіційну статистику). У 2013 році Польщу відвідали 15,8 млн. туристів. У 2016 році кількість прибулих до Польщі становила 80,5 мільйонів. 17,5 млн. з цієї кількості - це туристи (пробули в Польщі принаймні на одну ніч).

### Природне середовище
Польща має різноманітне природне середовище, яке відносно не впливає на людський розвиток. Туристів приваблюють гори, морські узбережжя, ліси та озера (див. Список озер Польщі). Серед найбільш популярних напрямків: Татри, в якому знаходиться найвища гора Польщі - Риси, і знамениті Орля Перць; Карконоші, Столова гора, Біловезька пуща, Нижня Сілезія, Бещади, Ущелина річки Дунаєць в П'єнінах, Мазурське поозер'я, Кампіноський національний парк та багато інших.
Першими польськими туристами були паломники, які подорожували до святинь як у межах Польщі, так і за кордоном. Розвиток комерційного туризму почався в XIX столітті. Найпопулярнішими регіонами були гори, особливо Татри, досліджені, наприклад, Титусом Халубінським. У 1873 році було створено PTTK, а в 1909 році було створено Польське товариство огляду пам'яток для організації та розвитку туризму. ХІХ ст. також було часом швидкого виникнення спа-курортів, переважно в Судетах, Бескидах і уздовж узбережжя Балтійського моря. Після того як Польща повернула незалежність у 1918 році, польський туризм процвітав і був заохочений урядом. Перший професійний польський туристичний оператор, Orbis, був заснований у Львові (на той час то була Польща) в 1923 році, а в 1937 році туристична організація та туроператор Громада.

## Історія
Після Другої світової війни всі туристичні організації були націоналізовані новим комуністичним урядом. Польське товариство «Татри» та Польське товариство огляду пам'яток були об'єднані в Польське туристичне товариство (PTTK), і більша частина туристичної інфраструктури була передана новоствореному Фонду Працівників Відпусток (FWP). Туризм обмежувався країнами Ради економічної взаємодопомоги. Це була епоха урядового туризму, що характеризується масовим, але низьким рівнем туризму. Типовим видовищем був святковий табір з невеликими бунгало, якими керувала одна з державних компаній. Свята для дітей та підлітків були організовані Juventur. Після падіння комунізму більша частина інфраструктури була приватизована, хоча багато курортів, які належать компанії, були знижені через їхню нерентабельність. На початку 1990-х було створено багато нових туроператорів. Деякі з них переважали і зміцнювали свої позиції на ринку, маючи можливість конкурувати з багатонаціональними туроператорами, такими як TUI, або Neckermann und Reisen з філіями в Польщі.

## Туристичні місця
- Королівська дорога у Кракові
- Туристичні пам'ятки Варшави
- Вроцлавський зоопарк (найчастіше відвідуваний атракціон Польщі[8])
- Квартал чотирьох конфесій, Вроцлав
- Старе місто у Гданську
- Королівсько-Імператорський Тракт в Познані
- Траса єврейської спадщини в Білостоці
- Європейський маршрут цегляної готики
- Модернізм у портовому місті Гдиня
- Біловезький національний парк
- Ущелина річки Дунаєць
- Татри
- Гори Карконоші

### Історичні будівлі та місця
- Старе Місто у Кракові
- Вроцлавське старе місто: Острів Тумський з Собором святого Івана Хрестителя; Площою Ринок з Ратушею Вроцлава; Зала Століття, Вроцлавська Опера[9]
- Меморіальний музей Аушвіц-Біркенау в Освенцимі включаючий в себе концтабори Аушвіц I, Аушвіц II і Аушвіц III
- Палац Красінських
- Соляна копальна у Величці збудована у XIII ст.
- Староміський комплекс Торуня
- Старе місто Замостя
- Вілянівський палац
- Ясна Ґура у Ченстохова
- Любйонзьке абатство
- Кжешувське абатство
- Королівський Гнезненський латинський собор
- Дерев'яні церкви на півдні Малої Польщі
- Дерев'яні Церкви миру в Яворі та Свідниці
- Кальварія-Зебжидовська
- Старе місто у Познані та Острів Тумський
- Костел Діви Марії у Кракові
- Гора Шленжа у Судетах
- Костел Петра і Павла у Кракові
- Комплекс фортець Клодзко
- Замок у Пщині
- Августовський канал зі шлюзами
- Бенедиктинське Абатство у Тинеці
- Палац у Роґаліні
- Парк Мускау спільно з Німеччиною
- Палац Лазєнковський
- Базиліка Внебовзяття Пресвятої Діви Марії та святого Андрія у Фромборці
- Базиліка Внебовзяття Пресвятої Діви Марії у Гданську
- Палац Ланцут
- Палац у Козлівці
- Історичне місто Сандомир
- Казімеж-Дольний
- Базиліка святих Петра і Павла (Познань)
- Національний музей у Варшаві
- Приморський курорт у Сопоті
- Палац Браницьких у Білостоці
- Історичне місто Клодзько
- Палац Курозвенки
- Палац у Неборові
- Палац Чапських у Варшаві
- Ельблонзький канал
- Курортне місто Кудова-Здруй
- Палац краківських єпископів у Кельцях
- Історичне місто Вадовиці
- Музей Чорторийських
- Національний музей у Вроцлаві
- Національний музей у Познані
- Базиліка Сьвента-Ліпка
- Історичне місто Перемишль
- Курортне місто Колобжег
- Театр імені Юліуша Словацького
- Лондське Абатство
- Історичне місто Єленя-Ґура
- Закопане; відома як «зимова столиця Польщі»
- Курортне місто Карпач
- Королівські стежки у Варшаві
- Палац в Отвоцьку-Великому
- Собор Святої Марії та Святого Олексія в Тумі
- Палац у Плавньовіце
- Вовче лігво

#### Замки
- Королівський замок на Вавелі
- Королівський замок у Варшаві
- Замок «Дунаєць»
- Замок у Мальборку
- Замок у Баранові-Сандомирському
- Замок «Князь»
- Замок у Новому Вісьничі
- Чоський замок
- Мошненський замок
- Уяздовський замок
- Імператорський замок у Познані
- Гродзєцький замок
- Замок Красицьких
- Пєскова Скала
- Лідзбарський замок
- Квідзинський замок
- Голухувський замок
- Клічкувський замок
- Замок у Голюбі
- Замок Крижтопор
- Огродзєнєцький замок
- Ряшівський замок
- Замки на Дунайці
- Хойник (замок)
- Курніцький замок
- Боболіцький замок
- Бендзинський замок
- Штеттинський замок у Щецині
- Битувський замок
- Замок Тенчин
- Болкувський замок
- Черський замок
- Чеханувський замок
- Люблінський замок
- Унеювський замок
- Дарловський замок
- Історичний музей у Бельсько-Бялі - Замок князів Сулковських
- Сяноцький замок
- Дзікувський замок